# Anticircumflex
L'anticircumflex és un signe diacrític que es representa com un accent circumflex invertit (ˇ). També es coneix com a háček, per la denominació txeca (en què significa 'ganxet'); en anglès s'anomena sovint caron. El 2009 el Termcat en fixà el nom tot introduint el neologisme hàtxek, transcripció fonètica catalana de l'original txec (Resolució VCP/2081/2009, de 13 de juliol, per la qual es publiquen termes normalitzats pel Consell Supervisor del Termcat).
L'origen d'aquest signe diacrític sembla un de similar existent en llatí republicà que s'usava per a marcar geminació de la consonant. Quan es decidí duplicar les consonants per a indicar la geminació, el diacrític caigué en desús; però fou recuperat per altres llengües posteriors, especialment les eslaves. El seu ús amb aquest valor en l'ortografia txeca, a partir de Jan Hus, el va estendre per moltes altres llengües, tant aquelles d'eslaves que s'escriuen en alfabet llatí com d'altres que s'hi han inspirat en normativitzar-se, cas del letó, el lituà i llengües fíniques com el finès, l'estonià, etc.
Té diversos usos:
- marca que un so és palatal o postalveolar, en llengües com l'eslovac
- indica que un so és africat, com en txec o lituà
- apareix en romanitzacions de textos eslaus, en comptes de dígrafs per indicar sons africats
- indica canvi de pronunciació en algunes vocals xineses
- representa un to elevat en l'AFI (i amb aquest sentit ha estat adoptat per llengües africanes que abans no s'escrivien)

En concret, en el sistema de base txeca les lletres c, s, z representen, respectivament, els sons de /ts/, /s/ i /z/; mentre que č, š, ž representen els sons de /tʃ/, /ʃ/, /ʒ/. Exemples en eslovè, acompanyats de transcripció ortogràfica catalana (TOC) per a major claredat: 
- C cena [TOC tsena] 'premi'
- Č čocolada [TOC txotsolada] 'xocolata'
- S sedem [TOC sédem] 'set'
- Š šest [TOC xest] 'sis'
- Z zob [TOC zob] 'dents'
- Ž žena [TOC jena/gena] 'muller'

Hi ha llengües, eslaves i d'altres, en què el háček també s'usa sobre altres lletres. Per exemple, la ř txeca representa /rʒ/. El so català de ny, /ɲ/, es representa en txec i en eslovac per ň (en canvi, en serbocroat s'hi usa el dígraf nj). Etcètera, etcètera.